# 白色強人II
《白色強人II》（英語：Big White Duel II），由電視廣播有限公司與優酷信息技術（北京）有限公司聯合發行的時裝醫務電視劇集，為《白色強人》續集，強人系列第三部曲。此劇取用阿萊Alexa攝影機拍攝，由郭晉安、馬國明、陳豪、唐詩詠、胡定欣及張曦雯領銜主演，並由蔣志光、姜麗文、徐肇平、韋家雄、劉溫馨及張達倫聯合演出。編審黃偉強、監製羅永賢。出品人為孟鈞及曾勵珍。
本劇由「康業信貸快遞」贊助，分別為TVB節目巡禮2021、TVB攜手創無限節目博覽2022的十四部劇集之一，亦是2021年和2022年中国香港國際影視展推介劇集之一，以及周年慶典節目巡禮2022十二部劇集之一。

## 播出時間
| 頻道                  | 所在地               | 首播日期      | 播出時間／備註                              |
| --------------------- | -------------------- | ------------- | ------------------------------------------- |
| 優酷視頻              | 中国大陆             | 2022年6月22日 | VIP會員每週三至週五更新兩集（首日更新四集） |
| TVB Anywhere點播區    | TVB Anywhere服務地區 | 2022年6月22日 | 每週三至週五更新一集                        |
| TVB Anywhere Malaysia | 马来西亚             | 2022年6月22日 | 每週三至週五更新一集                        |
| myTV Gold點播區       | 香港                 | 2022年7月25日 | 與翡翠台同步播出                            |
| 翡翠台                | 香港 · 澳門          | 2022年7月25日 | 7月25日至9月2日 星期一至五 21:30            |
| 翡翠台                | TVB Anywhere服務地區 | 2022年7月25日 | 7月25日至9月2日 星期一至五 21:30            |
| Astro AOD             | 马来西亚             | 2022年7月25日 | 7月25日至9月2日 星期一至五 21:30            |
| Astro GO              | 马来西亚             | 2022年7月25日 | 每週一更新五集                              |
| LiTV 線上影視         | 臺灣                 | 2022年7月25日 | 每週三至周日更新                            |
| MyVideo               | 臺灣                 | 2022年7月26日 | 每週二至週六15:00更新                       |
| KKTV                  | 臺灣                 | 2022年7月26日 | 每週二至週六00:00更新                       |
| HamiVideo             | 臺灣                 | 2022年7月26日 | 每週二至週六更新一集                        |
| 新傳媒8頻道           | 新加坡               | 2023年8月7日  |                                             |

## 演員表

### 明成北醫院

#### 管理層
| 演員           | 角色   | 暱稱／關係 |
| 郭晉安         | 楊逸滔 | YT 院長／行政總監／外科主管／腦神經外科部門主管兼顧問醫生／《全面開放藥物名冊草案》委員會召集人→離任（第29集起） 呂仲學之下屬兼天敵，曾因意見分歧而與其針鋒相對，於上輯末冰釋前嫌，最終成為其女婿（第30集起） 唐明之上司兼好友 葉晴之同級兼競爭對手，後和好並成為好友 於第3集因被方敏投訴導致趙宛蘭去世而需出席醫發局召開之紀律聆訊，後偽造趙宛蘭簽署出席聽證會意願書並得到唐明掩護做偽證，最後被委員會裁定無罪 於第17集在明知違法的情況下仍批准羅笑嫻的肺部移植手術 於第22集將唐明停職，但其實是自己與唐明安排對付張庭和溫銘章的騙局 於第30集与Yan结婚                                |
| 胡定欣         | 葉 晴  | Dr. Ip 院長兼行政總監（第4集起）／腫瘤科部門主管兼顧問醫生／前醫院發展局港島東聯網總監兼明心醫院院長／《全面開放藥物名冊草案》委員會委員（第23集起）→召集人（第29集起） 徐曉韻之上司 楊逸滔之同級兼競爭對手，後和好成為好友 唐明之上司並暗戀其 於第3集與徐曉韻離職明心醫院，於第4集加入明成北醫院 於第7集提拔李文信為急症室主管醫生，但被其婉拒 於第8集讓李文信勸文嘉琳撤銷對唐明的投訴，並在聆訊改變立場，避免唐明被停職 於第17集在明知違法的情況下仍批准羅笑嫻的肺部移植手術，後在溫銘章追究責任時利用莊浩彬擺平此事                                                                 |
| 焦浩軒（青年） | 唐 明  | 副院長兼副行政總監／心胸肺外科部門主管兼顧問醫生 楊逸滔之下屬兼好友 葉晴之下屬，後為其暗戀對象 苏怡之未婚夫，于第16集正式分手 於第4集意圖發動內部投票迫使醫發局撤回委任葉晴為院長之決定，後得不到過半數支持以及楊逸滔為使投同意的同事不被醫發局以不再續約來秋後算賬被迫當眾親口承認是自己請求醫發局委任葉晴為院長 于第17集在明知違法的情況下仍替羅笑嫻主刀肺部移植手術 於第22集因楊逸滔收到被張庭偽造的自己與溫銘章的對話而被其停職，但其實是自己與楊逸滔安排對付張庭和溫銘章的騙局 於第24集為維護蘇怡而承認在治療黃子瑤期間出現失誤，後被醫發局罰封刀半年，於第28集被楊逸滔協助下復職 |
| 馬國明         | 唐 明  | 副院長兼副行政總監／心胸肺外科部門主管兼顧問醫生 楊逸滔之下屬兼好友 葉晴之下屬，後為其暗戀對象 苏怡之未婚夫，于第16集正式分手 於第4集意圖發動內部投票迫使醫發局撤回委任葉晴為院長之決定，後得不到過半數支持以及楊逸滔為使投同意的同事不被醫發局以不再續約來秋後算賬被迫當眾親口承認是自己請求醫發局委任葉晴為院長 于第17集在明知違法的情況下仍替羅笑嫻主刀肺部移植手術 於第22集因楊逸滔收到被張庭偽造的自己與溫銘章的對話而被其停職，但其實是自己與楊逸滔安排對付張庭和溫銘章的騙局 於第24集為維護蘇怡而承認在治療黃子瑤期間出現失誤，後被醫發局罰封刀半年，於第28集被楊逸滔協助下復職 |

#### 急症室
| 演員           | 角色   | 暱稱／關係 |
| 馬貫東（青年） | 余湛琛 | 琛哥 部門主管／顧問醫生 蘇怡之上司兼好友，並暗戀其 李文信之上司兼好兄弟 唐明之好兄弟 參見上輯《白色強人》 |
| 蔣志光         | 余湛琛 | 琛哥 部門主管／顧問醫生 蘇怡之上司兼好友，並暗戀其 李文信之上司兼好兄弟 唐明之好兄弟 參見上輯《白色強人》 |
| 唐詩詠         | 蘇 怡  | Zoe 副顧問醫生 余湛琛之下屬兼暗戀對象 李文信之同事兼好友 唐明之未婚妻，於第16集分手 呂靄寧之好友兼室友 程洛雯、葉晴之好友 於第5集交代其懷孕 於第8集在車禍現場搶救文嘉琳期間手臂受傷，在驗血後證實並無感染愛滋病 於第14集在急救現場被鐵枝刺穿肺部，因失血過多而需接受人工流產手術 於第15集向唐明提出分手，並於同集提及八年前因胎盤停止發育而曾經已進行人工流產，後於第16集與其正式分手 於第17集在明知違法的情況下仍與李文信移除羅永昌的屍肺 於第26集向聯合國申請成為義務醫生 於第29集將自己成為聯合國義務醫生一事告知唐明，於同集離職明成北醫院，到內地擔任義務醫生 於第30集重遇唐明，並協助其為車禍傷者做手術，於同集在成為義務醫生一年後再次回歸明成北醫院 參見上輯《白色強人》 |
| 陳 豪          | 李文信 | Vincent 副顧問醫生／前世界醫護團醫生，並有外科醫生執照 李彪之子 余湛琛之下屬兼好兄弟 蘇怡之同事兼好友 呂靄寧之前男友 楊逸滔之好友兼情敵 唐明之好兄弟 葉晴之好友 程洛雯之前世界醫護團戰區隊友 與張庭發生一夜情，後為其暗戀對象 劉琪琪之暗戀對象 程可欣之傾慕對象 於第1集因車禍輕傷而被送至明成北醫院，後在呂靄寧主刀的手術擔任副刀，於第2集加入明成北醫院 於第7集獲葉晴提拔為急症室主管醫生，後婉拒其 於第8集成功勸文嘉琳撤銷對唐明的投訴 於第9集加入楊逸滔之《全面開放藥物名冊草案》委員會 於第11集陪同呂靄寧與醫發局眾聯網總監見面，並游說他們不支持葉晴的草案 於第12集與張庭發生一夜情 於第17集在明知違法的情況下仍與蘇怡移除羅永昌的屍肺 於第24集與唐明為楊逸滔進行磁力共振檢查，並發現其腦部有陰影 於第25集得知楊逸滔患有膠質母細胞瘤，後答應為其病情保密，並私下處方類固醇以控制其病情 於第25集代替被封刀的唐明為程可欣主刀重建胸腔手術 於第26集被呂靄寧發現自己為楊逸滔處方類固醇 於第29集與世衛會議連線，讓罕見病患者在會上發言 於第30集開始與程可欣約會 |
| 趙璧渝         | 張善珩 | Jackie 駐院醫生 余湛琛、蘇怡、李文信之下屬 參見上輯《白色強人》 |
| 容天佑         | 司徒   | 駐院醫生 余湛琛、蘇怡、李文信之下屬 參見上輯《白色強人》 |
| 周麗欣         | 馬穎芝 | Paula 駐院醫生 余湛琛、蘇怡、李文信之下屬 參見上輯《白色強人》 |
| 林俊其         | 林紹良 | Don 駐院醫生 余湛琛、蘇怡、李文信之下屬 上輯《白色強人》時由郭田葰飾演 |

#### 腦神經外科
| 演員   | 角色   | 暱稱／關係 |
| 郭晉安 | 楊逸滔 | YT、YT Yeung 院長／行政總監／腦神經外科部門主管兼顧問醫生／《全面開放藥物名冊草案》委員會召集人 呂仲學之下屬兼天敵，曾因意見分歧與其針鋒相對，於上輯末冰釋前嫌，最終成為其女婿（第30集起） 呂靄寧之上司、師父兼男友，後為其未婚夫，於第30集結婚 凌偉康之上司 唐明之上司兼好友 李文信之好友兼情敵 葉晴之同級兼競爭對手，後和好並成為好友 溫銘章之好友，於第2集起因理念出現分歧而互相猜忌，後與其亦敵亦友 張庭之前夫兼針對對象，後和好 於第3集因被方敏投訴導致趙宛蘭去世而需出席醫發局召開之紀律聆訊，後偽造趙宛蘭簽署出席聽證會意願書並得到唐明掩護做偽證，最後被委員會裁定無罪 於第9集邀請唐明、李文信、呂靄寧加入《全面開放藥物名冊草案》委員會 於第14集到上海參加世衛會議，於第15集回港 於第17集在明知違法的情況下仍批准羅笑嫻的肺部移植手術 於第21集收到被張庭偽造的溫銘章與唐明的對話錄音 於第22集將唐明停職，但其實是自己與唐明安排對付張庭和溫銘章的騙局 於第23集其《全面開放藥物名冊草案》在立法會上獲通過，後邀請葉晴加入其草案委員會 於第24集做手術途中發現自己視力出現問題及無力握手術刀，後要求唐明及李文信為自己做磁力共振檢查，並發現腦部有陰影 於第25集確診膠質母細胞瘤，壓迫視覺神經，導致其視力間歇性出現問題，但堅持草案在財委會通過後才接受手術，並服用類固醇控制病情，同時要求唐明及李文信將自己的病情保密 於第26集告知葉晴自己的病情，並接受化療，於同集親口將患病一事告知呂靄寧 於第28集先答應做John Solomon的手術，後因唐明進手術室做手術，而利用John Solomon的手術，成功說服溫銘章即時撤銷唐明的封刀令 於第28－29集與唐明、葉晴到上海參加世衛會議，與藥商代表談判 於第29集委託葉晴成為草案召集人，於同集在世衛會議結束後返港 於第30集接受呂靄寧主刀的手術移除所有癌組織後完全康復，並與呂靄寧結婚 參見上輯《白色強人》 |
| 張曦雯 | 呂靄寧 | Yan 副顧問醫生 呂仲學之女 楊逸滔之下屬、徒弟兼女友，後為其未婚妻，於第30集結婚 凌偉康之同事，並被其針對，後和好 蘇怡之好友兼室友 葉晴、程洛雯之好友 李文信之前女友 於第9集加入楊逸滔之《全面開放藥物名冊草案》委員會 於第11集從余湛琛口中得知葉晴的草案將犧牲明成北醫院，後與醫發局眾聯網總監見面，並游說他們不支持葉晴的草案 於第14集陪同楊逸滔到上海參加世衛會議，於第15集在得知蘇怡受重傷後趕回香港 於第21集被精神病人持刀劃傷頸部，後無大礙 於第26集發現楊逸滔服用類固醇，於同集得知其病情後承諾在草案通過後親手替其切除腦內腫瘤 於第29集用電鑽為被困電梯的傷者釋放顱內壓，於同集與世衛會議連線，讓罕見病患者在會上發言 於第30集為楊逸滔移除腦內所有癌組織，後與楊逸滔結婚 參見上輯《白色強人》 |
| 林溥來 | 凌偉康 | Ben 副顧問醫生 楊逸滔之下屬，因認為其偏坦呂靄寧而感到不滿，並因對楊逸滔心存不滿而刻意討好葉晴 呂靄寧之同事，並針對其，後和好 於第7集因在手術期間失誤而被楊逸滔處分不得進入手術室 於第12集獲楊逸滔批准再次進入手術室 |
| 朱樂洺 | Andy   | 神經外科醫生 |
| 丁樂鍶 |        | 楊逸滔之秘書 |

#### 心胸肺外科
| 演員           | 角色   | 暱稱／關係 |
| 焦浩軒（青年） | 唐 明  | 副院長／副行政總監／心胸肺外科部門主管兼顧問醫生／《全面開放藥物名冊草案》委員會委員兼副召集人 呂仲學之下屬，被其賞識欣賞 何秉光、阮振輝、范慧珊之上司 蘇怡之未婚夫，於第16集分手 余湛琛、李文信之好兄弟 楊逸滔之下屬兼好友 葉晴之下屬，後為其暗戀對象 程洛雯之前上司兼暗戀對象 潘懷德之前上司兼師父 方書婷之前上司 於第4集意圖發動內部投票迫使醫發局撤回委任葉晴為院長之決定，後得不到過半數支持以及楊逸滔為使投同意的同事不被醫發局以不再續約來秋後算賬被迫當眾親口承認是自己請求醫發局委任葉晴為院長 於第7集被文嘉琳向醫發局投訴其 於第8集在文嘉琳發生車禍後替其主刀手術，事後被其撤回投訴 於第9集加入楊逸滔之《全面開放藥物名冊草案》委員會 於第11集完成全港首宗連體嬰心臟分離手術 於第14集得知蘇怡懷孕，後得知其在急救現場受重傷，為拯救蘇怡而忍痛犧牲其腹中胎兒 於第15集主刀蘇怡的手術，替其移除插入肺部的鐡枝 於第15集被蘇怡提出分手，第16集正式分手 於第17集在明知違法的情況下仍替羅笑嫻主刀肺部移植手術 於第22集因楊逸滔收到被張庭偽造的自己與溫銘章的對話而被其停職，但其實是自己與楊逸滔安排對付張庭和溫銘章的騙局 於第24集為維護蘇怡而承認在治療黃子瑤期間出現失誤，後被醫發局罰封刀半年 於第24集與李文信為楊逸滔進行磁力共振檢查，並發現其腦部有陰影 於第25集得知楊逸滔患有膠質母細胞瘤，後答應為其病情保密 於第28集不顧醫發局的封刀令，堅持為王博主刀手術，後在手術途中獲解除封刀令 於第28－29集與楊逸滔、葉晴到上海參加世衛會議，與藥商代表談判 於第29集得知蘇怡申請成為聯合國義務醫生，於同集在世衛會議結束後返港 於第30集到內地找蘇怡，後與其為車禍傷者做手術 參見上輯《白色強人》 |
| 馬國明         | 唐 明  | 副院長／副行政總監／心胸肺外科部門主管兼顧問醫生／《全面開放藥物名冊草案》委員會委員兼副召集人 呂仲學之下屬，被其賞識欣賞 何秉光、阮振輝、范慧珊之上司 蘇怡之未婚夫，於第16集分手 余湛琛、李文信之好兄弟 楊逸滔之下屬兼好友 葉晴之下屬，後為其暗戀對象 程洛雯之前上司兼暗戀對象 潘懷德之前上司兼師父 方書婷之前上司 於第4集意圖發動內部投票迫使醫發局撤回委任葉晴為院長之決定，後得不到過半數支持以及楊逸滔為使投同意的同事不被醫發局以不再續約來秋後算賬被迫當眾親口承認是自己請求醫發局委任葉晴為院長 於第7集被文嘉琳向醫發局投訴其 於第8集在文嘉琳發生車禍後替其主刀手術，事後被其撤回投訴 於第9集加入楊逸滔之《全面開放藥物名冊草案》委員會 於第11集完成全港首宗連體嬰心臟分離手術 於第14集得知蘇怡懷孕，後得知其在急救現場受重傷，為拯救蘇怡而忍痛犧牲其腹中胎兒 於第15集主刀蘇怡的手術，替其移除插入肺部的鐡枝 於第15集被蘇怡提出分手，第16集正式分手 於第17集在明知違法的情況下仍替羅笑嫻主刀肺部移植手術 於第22集因楊逸滔收到被張庭偽造的自己與溫銘章的對話而被其停職，但其實是自己與楊逸滔安排對付張庭和溫銘章的騙局 於第24集為維護蘇怡而承認在治療黃子瑤期間出現失誤，後被醫發局罰封刀半年 於第24集與李文信為楊逸滔進行磁力共振檢查，並發現其腦部有陰影 於第25集得知楊逸滔患有膠質母細胞瘤，後答應為其病情保密 於第28集不顧醫發局的封刀令，堅持為王博主刀手術，後在手術途中獲解除封刀令 於第28－29集與楊逸滔、葉晴到上海參加世衛會議，與藥商代表談判 於第29集得知蘇怡申請成為聯合國義務醫生，於同集在世衛會議結束後返港 於第30集到內地找蘇怡，後與其為車禍傷者做手術 參見上輯《白色強人》 |
| 韋家雄         | 何秉光 | Hugo 顧問醫生 唐明之下屬 阮振輝之上司兼師父 范慧珊之上司 馬秀嫻之前夫，與其育有一子 於第3集要求阮振輝為其偽造手術紀錄 於第17集因知道違法而拒絕參與羅笑嫻的肺部移植手術，後改變主意，並在手術中擔任副刀 參見上輯《白色強人》 |
| 徐肇平         | 阮振輝 | 輝仔 駐院醫生／前榮佑醫院實習醫生 唐明之下屬 何秉光之下屬兼徒弟 范慧珊之同事兼好友，與其有感情線，後為其男友 於第1集被提及派至明成北醫院頂替潘懷德 於第3集被何秉光要求協助偽造手術紀錄 於第17集在明知違法的情況下仍參與羅笑嫻的肺部移植手術 |
| 姜麗文         | 范慧珊 | Rachel、珊珊 駐院醫生／前榮佑醫院實習醫生 唐明、何秉光之下屬 阮振輝之同事兼好友，與其有感情線，後為其女友 父母及兄姊皆為外科醫生 怕血，後於唐明開導下漸漸克服 於第1集被提及派至明成北醫院頂替方書婷 於第17集在明知違法的情況下仍參與羅笑嫻的肺部移植手術 |
| 姚亦澧         | 鄭加宏 | Calvin 駐院醫生 唐明、何秉光之下屬 於第17集在明知違法的情況下仍參與羅笑嫻的肺部移植手術 參見上輯《白色強人》 |
| 鄧美欣         | 林嘉美 | Kami、美美 駐院醫生 唐明、何秉光之下屬 於第17集在明知違法的情況下仍參與羅笑嫻的肺部移植手術 |
| 李顯曜         | 陳德軒 | 駐院醫生 唐明、何秉光之下屬 於第17集在明知違法的情況下仍參與羅笑嫻的肺部移植手術 |
| 鄧伊婷         | 廖凱欣 | 駐院醫生 唐明、何秉光之下屬 於第17集在明知違法的情況下仍參與羅笑嫻的肺部移植手術 |
| 梁雯蔚         |        | 實習醫生 |
| 簡家麒         |        | 實習醫生 |
| 馬俊傑         |        | 實習醫生 |
| 羅雪妍         |        | 實習醫生 |

#### 腫瘤科
| 演員   | 角色   | 暱稱／關係 |
| 胡定欣 | 葉 晴  | Dr. Ip 院長／行政總監／腫瘤科部門主管兼顧問醫生／醫院發展局港島東聯網總監／前明心醫院院長／《全面開放藥物名冊草案》委員會委員兼副召集人（第23集起）→臨時總召集人（第29集起） 反對《全面開放藥物名冊》，獲醫發局授意籌備替代方案，並主張成立本地藥物研發中心，但因政府不增加醫療撥款而先後計劃犧牲明成北醫院及利用商界資源成立藥研中心，後於第23集撤回草案 為實踐曾子朗之理念而倡議於本地設立香港首間藥研中心 中國內地名列前茅之腫瘤科專家 温銘章之下屬兼好友，欲與其合夥推行藥研中心之計劃，後與其反目 呂仲學之下屬（第4集起） 徐曉韻之上司 楊逸滔之同級兼競爭對手，後和好成為好友 唐明之上司 蘇怡、李文信、呂靄寧之好友 於第3集與徐曉韻離職明心醫院，於第4集加入明成北醫院 於第7集提拔李文信為急症室主管醫生，但被其婉拒 於第8集讓李文信勸文嘉琳撤銷對唐明的投訴，並在聆訊改變立場，避免唐明被停職 於第16集利用郭日東的手術成功使內地富商郭昭答應為其草案注資 於第17集在明知違法的情況下仍批准羅笑嫻的肺部移植手術，後在溫銘章追究責任時利用莊浩彬擺平此事 於第23集因藥研中心股權被商界股東壟斷而在立法會上撤回其成立藥研中心草案，後倒戈加入楊逸滔之《全面開放藥物名冊草案》委員會 於第26集成功說服張庭為楊逸滔的草案造勢 於第26集得知楊逸滔的病情，後為其進行化療 於第28－29集與楊逸滔、唐明到上海參加世衛會議，與藥商代表談判 於第29集接受楊逸滔委託，成為草案召集人，於同集在世衛會議結束後返港 於第30集與呂靄寧一起參與楊逸滔的手術 |
| 王 菲  | 徐曉韻 | Wendy 駐院醫生／前明心醫院駐院醫生 葉晴之下屬 於第3集離職明心醫院，後於第4集跟隨葉晴加入明成北醫院 |
| 何偉業 |        | 腫瘤科醫生 葉晴之下屬 |
| 謝芷倫 |        | 葉晴之秘書 |

#### 護理科
| 演員   | 角色   | 暱稱／關係 |
| 潘芳芳 | 汪 澄  | 汪姑娘、汪護士 副護士長／資深護師／急症室護士 張小敏之母 區子柔、謝家俊、劉琪琪之上司 韋文意之前上司 參見上輯《白色強人》 |
| 李君妍 | 區子柔 | Kate 急症室護士 汪澄之下屬 參見上輯《白色強人》                                                                           |
| 胡 㻗  | 謝家俊 | Roy 急症室護士 汪澄之下屬 參見上輯《白色強人》                                                                            |
| 胡美貽 | 劉琪琪 | 急症室護士 汪澄之下屬 暗戀李文信                                                                                          |
| 黃愷怡 |        | 急症室護士 汪澄之下屬 |
| 倪嘉雯 | 陳明嘉 | 急症室護士 汪澄之下屬 |
| 黃凱琪 |        | 急症室護士 汪澄之下屬 |
| 曾琬莎 |        | 急症室護士 汪澄之下屬 |
| 沈愛琳 |        | 急症室護士 汪澄之下屬 |
| 蔡菀庭 |        | 手術室護士 |
| 林可悅 |        | 手術室護士 |
| 陳苑澄 |        | 手術室護士 |
| 林慧君 |        | 手術室護士 |
| 韋景恒 |        | 手術室護士 |
| 朱斐斐 |        | 護士 |

#### 其他部門
| 演員   | 角色               | 暱稱／關係 |
| 姜大衛 | 呂仲學（特別演出） | 呂院長、Dr. Lui、呂醫生 榮譽顧問／前院長／前衛生局局長 於兩年前起退休並定居澳洲 呂靄寧之父 楊逸滔之前上司兼天敵，曾因意見分歧而與其針鋒相對，於上輯末冰釋前嫌，最終成為其岳父（第30集起） 唐明之前上司，並賞識欣賞其 於第11集在呂靄寧之錄影片段中出現 參見上輯《白色強人》 |
| 黃潤成 |                    | 救護員 |
| 馮顯藝 |                    | 救護員 |
| 余應彤 |                    | 救護員 |
| 廖家爵 |                    | 救護員 |
| 陳銳峰 |                    | 救護員 |
| 文竣瑋 |                    | 救護員 |
| 秦啟維 | 李君雄             | Roger 麻醉科醫生 參見上輯《白色強人》 |
| 吳展驊 |                    | 麻醉科醫生 |
| 關浩揚 |                    | 麻醉科醫生 |
| 陳念君 | Dr. Wong           | 婦產科醫生 |
| 黃 欣  |                    | 婦產科醫生 |
| 陳諾忠 |                    | 泌尿科醫生 |
| 李紹堅 |                    | 循環師 |
| 黃耀煌 |                    | 循環師 |
| 劉天龍 |                    | 兒科醫生 |
| 衛志豪 |                    | 兒科醫生 |
| 王致狄 |                    | 整形外科醫生 |
| 潘梓鋒 |                    | 整形外科醫生 |
| 劉家聰 |                    | 醫生 |
| 何佩珉 |                    | 醫生 |

#### 醫院病人及家屬
| 演員           | 角色         | 暱稱／關係 |
| 祝文君         | 趙宛蘭       | 患有結節性硬化症 方敏之母 於第1集在立法會發言期間暈倒，於第2集在林醫生主刀的手術期間因失血過多導致多個器官衰竭去世（第1－2集） 角色影射池燕蘭 |
| 羅毓儀         | 方 敏        | 趙宛蘭之女 於第3集因趙宛蘭之死而透過律師向醫發局投訴楊逸滔（第2－4集） 角色影射陳心研 |
| 黃浩霆         | 陳志強       | 網紅，因經常進行極限挑戰受傷，包括搗蜂巢、浸一小時冰水、滾樓梯、吸氦氣而頻繁進出明成北急症室並在醫院直播防礙醫生工作 最終於第9集因吸入過量氦氣導致心跳停頓而死亡（第2、6、8－9集） |
| 羅永健         | 男 子        | 因在Ocamp玩遊戲輸了而把酒塞塞入肛門而入院，後應蘇怡要求放完屁後方可出院（第3集） |
| 鄭曉男         | 張家軒       | 病童（第3－4集），初懷疑食物中毒，實則是食管裂孔疝引致肚痛，由何秉光作主刀，再由李文信提供協助下完成手術 |
|                |              | 張家軒之母（第3－4集） |
| 蘇韻姿         | 子翹         | 小提琴家 葉晴之病人，於四年前確診二級神經膠質瘤 於第5集因病情惡化而接受楊逸滔主刀的手術，後成功移除大部分癌細胞（第4－5集） |
| 朱滙林         | 何俊揚       | 在與前女友爭執期間被對方用刀刺傷心臟而被送至明成北急症室，後接受唐明主刀的修補心臟手術（第4集） |
| 何雨桐         | Kennis       | 何俊揚之前女友（第4集） |
| 沈可欣         |              | 患有龐貝氏症之母，於葉晴、蘇怡面前跟其子跳樓自殺（第5集） |
| 韓馬利         | 鄭結荷       | 患有腦腫瘤 原接受化療治療，後因化療效果不理想而接受呂靄寧主刀的手術，並成功移除大部分癌細胞（第6－7集） |
| 曾慧雲         | 林女士       | 鄭結荷之女（第6－7集） |
| 黃榮燊         | 李振聲       | 拳手 因在拳賽受傷而被送往明成北醫院，後由楊逸滔主刀手術清理腦出血，後因凌偉康在手術收尾期間出現失誤而需再次接受手術，以釋放顱內壓（第7集） |
| 楊柳青         | 文嘉琳       | Amanda 知名藝人 於第7集秘密到明成北醫院求醫，後確診患有愛滋病，因染病消息被有心人士洩露而透過律師向醫發局投訴唐明 於第8集因發生車禍導致肋骨刺穿肺葉，被送往明成北醫院搶救，在唐明主刀手術完成後得知蘇怡及唐明救了自己後向醫發局撤回對唐明的投訴（第7－8集）                                                                                                   |
| 張韋怡         | 馬淑賢       | 孕婦 因其腹中雙胞胎為連體嬰而被轉送到明成北醫院，在穿羊水後接受剖腹產子手術（第9－11集） |
| 蔡國威（青年） | 李 彪        | 李文信之父 年輕時因到馬來西亞賺錢而拋棄李文信母子，在超市偷酒而被汽車撞倒 因脊椎受到嚴重細菌感染令其下肢無力而入院，李文信要求楊逸滔親自操刀其父手術，手術途中因心臟停頓而死亡（第9－10集） |
| 薛崇基         | 李 彪        | 李文信之父 年輕時因到馬來西亞賺錢而拋棄李文信母子，在超市偷酒而被汽車撞倒 因脊椎受到嚴重細菌感染令其下肢無力而入院，李文信要求楊逸滔親自操刀其父手術，手術途中因心臟停頓而死亡（第9－10集） |
| 潘冠霖（青年） |              | 李文信之母（第9集） |
| 關曜儁         |              | 男病人，健身教練，因過份操練而爆肺受傷（第9集） |
| 趙樂賢         |              | 馬淑賢之夫（第10－11集） |
| 麥皓兒         |              | 病童母親，因其女在繪畫時食顏料鉛中毒而肚痛入院（第10集） |
| 徐綽恩         |              | 病童，繪畫時食顏料鉛中毒而肚痛入院（第10集） |
| 陳嘉俊 (演員)  | 張家峰       | 患有原發性免疫缺陷病 因治療藥物不在藥物名冊內而無力負擔醫藥費，最後拒絕治療（第11集） |
| 蘇麗明         | 周麗娥       | 因乙型肝炎導致肝硬化而需接受肝臟移植手術，但拒絕接受丈夫捐肝，最後在蘇怡的勸說決定接受換肝手術（第12－13集） |
| 葉凱茵         |              | 懷孕兩個月 因患有肺動脈高血壓而需終止懷孕（第12集） |
| 孟希璘         | 徐家慧       | 消防隊隊員 於第13集因在火災現場吸入過量濃煙而需切除左肺，後在唐明主刀及李文信擔任副刀的手術下成功保留大部分左肺（第8、13集） |
| 杜燕歌         | 郭 昭        | 郭總 內地富商 郭日東之父 李文信之朋友 因兒子患有腦炎頑固型癲癇而到明成北醫院求醫 同意在葉晴草案通過後為藥研中心注資（第15－16、19集） |
| 鄭卓男         | 郭日東       | 東東 因患有腦炎頑固型癲癇而到明成北醫院求醫 （第15－16集） |
| 阮 兒          | 高 太        | 孕婦 患有肺栓塞（第15集） |
| 葉蒨文         |              | 病人，因跌落樓梯導致鼻骨移位，曾做鼻樑整形手術（第16集） |
| 姚宏遠         |              | 病人丈夫（第16集） |
| 區明妙         | 羅笑嫻       | 羅永昌、羅家樂之妹 患有肺靜脈閉塞症，於第17集接受肺部移植手術，後於第18集因敗血性休克導致心臟衰竭而死亡（第16－18集） |
| 嘉 駿          | 羅永昌       | 羅笑嫻之長兄，因捐肺手術風險高而不願捐肺予其 羅家樂之兄 於第17集遭遇車禍，在手術途中腦死亡，其妻子最後同意捐出肺部（第16－17集） |
| 梁珈詠         |              | 羅永昌之妻，不同意其捐肺予羅笑嫻，後在丈夫腦死亡同意捐出肺部（第16－17集） |
| 鄭雋熹         | 羅家樂       | 羅永昌之弟，並嘗試說服其捐肺予羅笑嫻 羅笑嫻之次兄，願意捐肺予其（第16－17集） |
| 吳卓衡         | 歐子穎       | 跨性別人士 因長期服用雌激素而兩次中風 於第18集再次出現中風，後接受呂靄寧主刀的手術，以移除腦部血塊（第18－19集） |
| 高鈞賢         | 關卓軒       | Ryan 李文信之好友 曾為世界醫護團醫生，於五年前在戰區被反政府軍開槍射傷頭部 因子彈留在其腦部而影響其記憶及語言能力 於第19集因子彈移近腦幹而導致心臟停頓，後搶救成功，後再度出現心臟停頓，但留下拒絕急救的字條，使楊逸滔決定停止搶救 於第20集因李文信搶救而恢復心跳，後自行關閉監測儀器，導致醫護人員未能及時發現其心跳停頓，最後因心跳停頓而死亡（第19－20集） |
| 黃梓瑋         | 張桂芳       | 患有鼻腔B細胞淋巴瘤 因癌細胞轉移及擴散至心臟而接受唐明主刀的心臟腫瘤移除手術（第19－20集） |
| 曾健明         | 陳 生        | 張桂芳之夫（第19集） |
| 羅孝勇         | Michael      | 樂隊主音 因出現氣胸而接受胸腔穿刺（第20－21集） |
| 楊晞翹         |              | 張強之女 因被困在車內而吸入過量一氧化碳，在被余湛琛及蘇怡救出後送院治療（第20集） |
| 利穎怡         | 張家寶       | 黃子瑤之母，女兒因從電梯摔下導致胸部受到撞擊，最後因大動脈撕裂在手術途中去世，後張庭去醫發局投訴唐明（第23集） |
| 郭柏妍         | 程可欣       | 患有驚恐症，後在李文信的開導下逐漸克服，亦因此仰慕其 於第25集被的士司機強姦時反抗受傷，導致連枷胸，後接受李文信主刀的重建胸腔手術（第23－26、28、30集） 於第30集中透露其前往新加坡工作半年後回港，並開始與李文信約會 |
| 蔡嘉欣         |              | 性侵受害者（第25集），幸及時逃出，但面上就被色魔𠝹中一刀，由蘇怡負責縫針 |
| 李啟傑         | 徐 健        | 司機 於第25集性侵程可欣，後在的士車廂拾起程可欣的電話時與另一車輛相撞，導致重傷，後發現其患有動靜脈畸形 於第26集接受楊逸滔主刀的手術 角色影射林過雲（第25－26集） |
| 謝采芝         | Amy          | 明星 因肉毒桿菌中毒入院（第25集） |
| 鬼 塚          | 莫應材       | 露宿者 因吃過期食物導致腸胃炎及發燒入院，並拒絕治療，後被蘇怡開解（第26集） |
| 黃穎君         | 王 太        | 王博之母，兒子因墮樓而胸部受重傷，後接受唐明主刀的手術（第27集） |
| 紀保羅         | John Solomon | 歐洲對沖基金創辦人 於第27集秘密入院，後發現腦內有寄生蟲 於第28集接受楊逸滔主刀的經蝶竇手術移除腦內蟲囊 角色影射索羅斯（第27－28集） |

### 政府部門
| 演員   | 角色   | 暱稱／關係                                                                                 |
| 關偉倫 |        | 行政長官 於第29集宣佈通過《全面開放藥物名冊草案》的財政預算                                |
| 煒 烈  | 周世昌 | 周司長 財政司司長 拒絕為《全面開放藥物名冊草案》增加更多撥款                               |
| 陳嘉輝 | 莊浩彬 | Henry 衛生局局長 溫銘章之上司兼好友，與其勾結 反對楊逸滔之《全面開放名冊草案》             |
| 李梓謙 |        | 周世昌之助理                                                                               |
| 繆家慶 |        | 莊浩彬之助理 於第3集向楊逸滔透露政府不會採納其《全面開放藥物名冊草案》及讓葉晴籌備替代方案 |

#### 醫院發展局
| 演員   | 角色   | 暱稱／關係 |
| 張達倫 | 溫銘章 | Martin、溫主席 醫發局主席／總行政總監 為人無恥，下流，狽鄙，超級沒人性，蠻橫無理，霸道，特别喜歡像癲狗亂吠 反對楊逸滔之《全面開放名冊草案》 莊浩彬之下屬兼好友，與其勾結 楊逸滔之好友，於第2集起因理念出現分歧而互相猜忌，後與其撤底反目 葉晴之上司兼好友，與其合夥推行藥研中心之方案，後與其反目 謝家明，馮榮，黃子文之上司 於第3集因趙宛蘭之死而向楊逸滔進行紀律聆訊，後因楊逸滔偽造趙宛蘭簽署出席聽證會意願書且得到唐明掩護做偽證，最後妥協地裁定其無罪 於第7集就羅嘉琳其感染愛滋病之消息被洩露，而向唐明投訴違反職業操守，向其提出司法覆核 於第8集羅嘉琳交代從李文信得悉誤會錯怪唐明，親自向其提出立即取消其起斥 於第17集就羅笑嫻在明知違法的情況下主刀移植屍肺手術向唐明及楊逸滔作出嚴重譴責，卻因牽涉器官捐贈登記名冊，務必追究責任到底並會解僱所有知情的醫護人員，反被葉晴利用莊浩彬擺平此事 於第20集與張庭合作阻止楊逸滔之《全面開放藥物名冊草案》通過 於第21集與張庭合作偽造對話錄音，嘗試挑撥楊逸滔與唐明的關係，但不果 於第24集就唐明因黃子瑤期間出現失誤，將其封刀半年 於第28集被楊逸滔利用John Solomon的手術，成功說服其即時撤銷唐明的封刀令 參見上輯《白色強人》 |
| 李 岡  | 謝家明 | 醫發局聯網總監／委員 |
| 區軒瑋 | 馮 榮  | 醫發局聯網總監／委員 |
| 蘇恩磁 | 黃子文 | 醫發局聯網總監／委員 |
| 黎日楠 | 李立邦 | 醫發局聯網總監／委員 |
| 崔錦棠 |        | 醫發局聯網總監／委員 |
| 羅 鴻  |        | 醫發局聯網總監／委員 |

#### 香港立法會
| 演員   | 角色   | 暱稱／關係 |
| 鄧英敏 | 鍾建成 | 立法會主席 |
| 林景程 | 吳永康 | 立法會議員 支持《全面開放藥物名冊草案》 於第6集起替楊逸滔調查葉晴的背景，後於第7集告知其葉晴曾為男友做手術，但男友最終在手術途中去世 |
| 楊證樺 |        | 立法會議員 |
| 程可為 | 程議員 | 立法會議員 |
| 王綺琴 |        | 立法會議員 |
| 羅頌華 |        | 立法會議員 |
| 馮康寧 |        | 立法會議員 |
| 陳熙蕊 |        | 立法會秘書 |

### TNN電視台
| 演員   | 角色   | 暱稱／關係 |
| 劉溫馨 | 張 庭  | 新聞部總監 方逸景之上司 楊逸滔之前妻，並針對其，後和好 與李文信發生一夜情，後暗戀其 為使電視台獲通訊局續約而阻撓楊逸滔的草案通過 於第1集被提及年前從新加坡回港接替康橋 於第12集與李文信發生一夜情 於第20集與溫銘章合作阻止楊逸滔之《全面開放藥物名冊草案》通過 於第21集偽造唐明與温銘章對話錄音，嘗試挑撥楊逸滔與唐明的關係，但不果 於第23集就黃子瑤在明成北醫院死亡一事向醫發局作出投訴 於第26集答應葉晴為草案造勢，同集受到電視台集團主席及財政司司長施壓，抽起所有為草案造勢的專輯 於第29集與世衛會議連線，讓罕見病患者在會上發言 |
| 吳幸美 | 方逸景 | 新聞主播／記者 張庭之下屬 康橋之前同事 |
| 劉嘉琪 |        | 新聞主播／記者 |
| 吳紫韻 |        | 新聞主播／記者 |
| 黃耀英 |        | 新聞主播／記者 |
| 千雪   |        | 新聞主播／記者 |
| 陳戩浩 |        | 實習記者 於第28集協助聯絡罕見病患者，說服他們出席與世衛連線的會議 |
| 吳天兒 |        | 實習記者 於第28集協助聯絡罕見病患者，說服他們出席與世衛連線的會議 |
| 黎康祺 |        | 實習記者 於第28集協助聯絡罕見病患者，說服他們出席與世衛連線的會議 |
| 邵展鵬 |        | 實習記者 於第28集協助聯絡罕見病患者，說服他們出席與世衛連線的會議 |
| 李芷晴 |        | 張庭之秘書 |

### 其他演員
| 演員   | 角色                                                                    | 暱稱／關係 |
| 楊家寶 |                                                                         | 流產少女，後因手術中有瀰漫性血管內凝血，其左肺下葉壞死，需由唐明用單孔微創手術移除（第2集） |
| 李善恆 |                                                                         | 流產少女的男友（第2集） |
| 吳綺珊 |                                                                         | 記者（第3、6－7集） |
| 郭千瑜 |                                                                         | 新聞主播（第4、6、9、21集） |
| 吳佩如 |                                                                         | 家暴妻子（第5集） |
| 袁鎮業 |                                                                         | 家暴丈夫（第5集） |
| 李嘉晉 |                                                                         | 酒客（第5集） |
| 李嘉晉 | 青年（第18－19集）                                                      | |
| 林慧君 |                                                                         | 酒客（第5集） |
| 林可悅 |                                                                         | 酒客（第5集） |
| 馮子亮 |                                                                         | 酒客（第5集） |
| 馮子亮 | 青年（第18－19集）                                                      | |
| 周亦鵬 |                                                                         | 酒客（第5集） |
| 周亦鵬 | 消防隊隊員（第8、13集）                                                 | |
| 黎文傑 |                                                                         | 酒客（第5集） |
| 黎文傑 | 消防隊隊員（第8、13集）                                                 | |
| 簡家麒 |                                                                         | 酒客（第5集） |
| 簡家麒 | 傷者（第14集）                                                          | |
| 邵卓堯 | 林家權                                                                  | 在劫持旅遊巴時用釘槍射傷司機，最後被捕（第6集） 影射馬尼拉人質事件中已故前警員兼恐怖分子羅蘭多·門多薩                                                                                                |
| 周嘉全 |                                                                         | 便衣警察（第6、25集） |
| 譚焯升 |                                                                         | 便衣警察（第6、25集） |
| 黎寬怡 |                                                                         | 肚痛病人，訛稱曾做盲腸炎手術，實則是胃道繞手術（第7集） |
| 彭翔翎 |                                                                         | 病人之母，其嬰兒血液內驗有安非他命（第7集） |
| 江富強 |                                                                         | 拳擊教練（第7集） |
| 黃煒溏 |                                                                         | 拳賽裁判（第7集） |
| 黃子桐 |                                                                         | 記者（第7集） |
| 陳潁熙 |                                                                         | 記者（第7－8集） |
| 翟威廉 | 曾子朗                                                                  | 英國西敏寺醫院藥物學教授 患有二型多发性內分泌腺瘤綜合症 在生前曾發表有關成立亞洲藥物研究中心的論文 葉晴之已故男友，於2008年在接受葉晴主刀的手術途中去世，在手術前主動簽署拒絕心肺復甦同意書（第7集） |
| 方哲翷 |                                                                         | 少年，因長期誤食抗生素而抗藥肚痛（第8集） |
| 楊家輝 |                                                                         | 少年父，誤信網上謠言，買抗生素給兒子治病，反投訴李文信醫生能力（第8集） |
| 蕭凱欣 |                                                                         | 少年母（第8集） |
| 梁皓楷 |                                                                         | 消防隊隊長（第8、13－14、26、29集） |
| 葉家泓 |                                                                         | 消防隊隊長（第8、13－14、26集） |
| 伍禮騫 |                                                                         | 消防隊隊員（第8、13－14集） |
| 曾海昌 |                                                                         | 消防隊隊員（第8、13－14集） |
| 司徒暉 |                                                                         | 消防隊隊員（第8、13－14、26集） |
| 鄒兆霆 |                                                                         | 消防隊隊員（第8、13、26集） |
| 何晉樂 |                                                                         | 消防隊隊員（第8、13集） |
| 蕭百成 |                                                                         | 消防隊隊員（第8、13集） |
| 魏惠文 |                                                                         | 地盤工頭（第11集） |
| 鄔嘉駿 |                                                                         | 客人（第12集） |
| 鄔嘉駿 | 傷者，因胸痛掙扎時，踼倒急救中的蘇怡，令蘇怡倒後而被鐡枝插中 （第14集） | |
| 李嘉晉 |                                                                         | 客人（第12集） |
| 梁雯蔚 |                                                                         | 客人（第12集） |
| 梁雯蔚 | 傷者（第14集）                                                          | |
| 古天祥 | Dr.Arthur Richmond                                                      | 世界衛生保健組織副秘書長 曾在戰區受傷而要拆肢，要求李文信保存雙腳（第13－14、28－29集） |
| 張詩欣 |                                                                         | 傷者（第14集） |
| 羅永健 |                                                                         | 傷者（第14集） |
| 余富根 |                                                                         | 傷者（第14集） |
| 何慈恩 |                                                                         | 傷者（第14集） |
| 李明芙 |                                                                         | 傷者（第14集） |
| 黎康祺 |                                                                         | 傷者（第14集） |
| 季蘋蘋 |                                                                         | 上海新聞主播（第14－15集） |
| 黃俊豪 |                                                                         | 唐明之友人（第15集） |
| 史穎喬 |                                                                         | 電視中MV女主角（第15集） |
| 吳紫韻 |                                                                         | 新聞主播（第16、23、26集） |
| 蕭文諾 |                                                                         | 踢球青年，被足球擊中右眼，導致眼球突出，眼眶內出血要即時放血減壓（第17集） |
| 張韡騰 | 張 強                                                                   | 車禍傷者，被另車撞倒暈厥，醒後告知蘇怡、余湛琛要求搶救，其女被困在自車內，險中一氧化碳毒（第20集）                                                                                                   |
| 黎澤恩 |                                                                         | 樂隊樂手（第20－21集） |
| 劉應龍 | 陳志球                                                                  | 結節性硬化症患者 於第29集在與世衛會議連線的會議上發言（第20、29集） |
| 蕭凱欣 | 冼翠紅                                                                  | 脊髓性肌肉萎縮症患者 於第29集在與世衛會議連線的會議上發言（第20、29集） |
| 霍健邦 | 吳志強                                                                  | 紅斑性狼瘡患者(俗稱蝴蝶病) 於第29集在與世衛會議連線的會議上發言（第20、29集） |
| 譚永浩 | 李 曉                                                                   | 精神病人 在行人隧道用刀斬傷途人，被成功制服（第21集） 影射2014年台北捷運隨機殺人事件兇手鄭捷 |
| 施焯日 |                                                                         | 途人，其女友誤認李曉是乞丐（第21集） |
| 吳子   |                                                                         | 食環署職員，被李曉用刀斬傷（第21集） |
| 林浩文 |                                                                         | 食環署職員，被李曉用刀斬傷（第21集） |
| 謝可逸 |                                                                         | 途人，及時制服李曉傷人， 避免傷及無辜包括葉晴（第21集） |
| 劉家聰 |                                                                         | 途人（第21集） |
| 源菲然 |                                                                         | 途人（第23集） |
| 麥詩晴 |                                                                         | 途人（第23集） |
| 譚坤倫 | 大 雄                                                                   | 籃球員，在打籃球期間撞到籃球架，頸椎間碎裂，由楊逸滔完成大部份手術（第24集） |
| 詹可琳 |                                                                         | 主播（第25集） |
| 李漫芬 |                                                                         | Amy之經理人（第25集） |
| 何泳芍 |                                                                         | 便衣警察（第26集） |
| 黃耀英 |                                                                         | 財經主播（第28集） |
| 王鎮泉 | 麥世昌                                                                  | 先天性無丙種球蛋白血症患者 於第29集在與世衛會議連線的會議上發言（第29集） |
|        | 陳欣欣                                                                  | 多發性骨髓瘤患者 於第29集在與世衛會議連線的會議上發言（第29集） |
| 林子超 | 趙 平                                                                   | 龐貝氏症患者 於第29集在與世衛會議連線的會議上發言（第29集） |
| 唐家雄 | 胡耀誠                                                                  | 特發性肺纖維化患者 於第29集在與世衛會議連線的會議上發言（第29集） |
|        | 譚芷君                                                                  | 骨髓增生異常綜合症患者 於第29集在與世衛會議連線的會議上發言（第29集） |
| 愛 林  |                                                                         | 藥商代表 於第29集出席世衛會議（第29集） |
| 莫家淦 | 馮禮文                                                                  | 電梯傷者，需由李文信及呂靄寧到現場搶救（第29集） |
| 陳靖雲 | 小 雲                                                                   | 無國界護士（第29－30集） |
| 陳俊堅 | Richard                                                                 | 無國界醫生，曾修讀麻醉科畢業（第29－30集） |
| 程浩駿 | 大 軍                                                                   | 內地電單車車禍傷者，需由唐明、蘇怡、Richard做即時手術搶救（第30集） |
| 黃文意 |                                                                         | 小孩母親（第30集） |

### 被提及的上輯角色
| 演員   | 角色   | 暱稱／關係 |
| 李佳芯 | 程洛雯 | Kennis 唐明之前下屬，並暗戀其 蘇怡、呂靄寧之好友 於2019年擔任無國界醫生 曾跟李文信、關卓軒在同一個戰區工作 於兩年前被救援當地反政府軍首領開槍後下落不明 僅在唐明、蘇怡、李文信及呂靄寧的對話中提及及在語音訊息中出現（第2集） 參見上輯《白色強人》 |
| 何廣沛 | 潘懷德 | 德仔 唐明之徒弟兼前下屬 方書婷之男友 於英國一間醫院工作 僅在唐明、蘇怡的對話中提及（第2集） 參見上輯《白色強人》 |
| 馮盈盈 | 方書婷 | Ceci 唐明之前下屬 潘懷德之女友 於英國一間醫院工作 僅在唐明、蘇怡的對話中提及（第2集） 參見上輯《白色強人》 |

## 獎項
| 年份 | 頒獎典禮             | 獎項名稱                  | 入圍者                 | 結果     |
| 2022 | AEG 娛樂人氣王2022   | 最佳女演員（電視劇）      | 唐詩詠                 | 獲獎     |
| 2023 | 萬千星輝頒獎典禮2022 | 最佳劇集                  | 《白色強人II》         | 最後五強 |
| 2023 | 萬千星輝頒獎典禮2022 | 最佳男主角                | 郭晉安                 | 提名     |
| 2023 | 萬千星輝頒獎典禮2022 | 最佳男主角                | 陳豪                   | 最後十強 |
| 2023 | 萬千星輝頒獎典禮2022 | 最佳男主角                | 馬國明                 | 最後五強 |
| 2023 | 萬千星輝頒獎典禮2022 | 最佳女主角                | 唐詩詠                 | 最後五強 |
| 2023 | 萬千星輝頒獎典禮2022 | 最佳女主角                | 胡定欣                 | 提名     |
| 2023 | 萬千星輝頒獎典禮2022 | 最佳女主角                | 張曦雯                 | 最後十強 |
| 2023 | 萬千星輝頒獎典禮2022 | 最受歡迎電視男角色        | 楊逸滔（郭晉安 飾）    | 提名     |
| 2023 | 萬千星輝頒獎典禮2022 | 最受歡迎電視男角色        | 李文信（陳豪 飾）      | 提名     |
| 2023 | 萬千星輝頒獎典禮2022 | 最受歡迎電視男角色        | 唐明（馬國明 飾）      | 最後十強 |
| 2023 | 萬千星輝頒獎典禮2022 | 最受歡迎電視女角色        | 蘇怡（唐詩詠 飾）      | 最後五強 |
| 2023 | 萬千星輝頒獎典禮2022 | 最受歡迎電視女角色        | 呂靄寧（張曦雯 飾）    | 最後十強 |
| 2023 | 萬千星輝頒獎典禮2022 | 最受歡迎電視女角色        | 葉晴（姜麗文 飾）      | 提名     |
| 2023 | 萬千星輝頒獎典禮2022 | 最受歡迎電視女角色        | 范慧珊（劉溫馨 飾）    | 提名     |
| 2023 | 萬千星輝頒獎典禮2022 | 最佳女配角                | 劉溫馨                 | 提名     |
| 2023 | 萬千星輝頒獎典禮2022 | 飛躍進步男藝員            | 焦浩軒                 | 提名     |
| 2023 | 萬千星輝頒獎典禮2022 | 飛躍進步男藝員            | 高鈞賢                 | 提名     |
| 2023 | 萬千星輝頒獎典禮2022 | 飛躍進步男藝員            | 林溥來                 | 提名     |
| 2023 | 萬千星輝頒獎典禮2022 | 飛躍進步女藝員            | 郭柏妍                 | 獲獎     |
| 2023 | 萬千星輝頒獎典禮2022 | 飛躍進步女藝員            | 羅毓儀                 | 最後十強 |
| 2023 | 萬千星輝頒獎典禮2022 | 飛躍進步女藝員            | 蘇韻姿                 | 提名     |
| 2023 | 萬千星輝頒獎典禮2022 | 最受歡迎電視歌曲          | Wish（主唱：JW王灝兒） | 獲獎     |
| 2023 | 萬千星輝頒獎典禮2022 | 最受歡迎電視拍檔          | 郭晉安、張曦雯         | 提名     |
| 2023 | 萬千星輝頒獎典禮2022 | 最受歡迎電視拍檔          | 馬國明、唐詩詠         | 提名     |
| 2023 | 萬千星輝頒獎典禮2022 | 馬來西亞最喜愛TVB電視劇集 | 《白色強人II》         | 最後五強 |
| 2023 | 萬千星輝頒獎典禮2022 | 馬來西亞最喜愛TVB男主角   | 郭晉安                 | 提名     |
| 2023 | 萬千星輝頒獎典禮2022 | 馬來西亞最喜愛TVB男主角   | 陳豪                   | 提名     |
| 2023 | 萬千星輝頒獎典禮2022 | 馬來西亞最喜愛TVB男主角   | 馬國明                 | 最後五強 |
| 2023 | 萬千星輝頒獎典禮2022 | 馬來西亞最喜愛TVB女主角   | 唐詩詠                 | 最後五強 |
| 2023 | 萬千星輝頒獎典禮2022 | 馬來西亞最喜愛TVB女主角   | 胡定欣                 | 提名     |
| 2023 | 萬千星輝頒獎典禮2022 | 馬來西亞最喜愛TVB女主角   | 張曦雯                 | 最後五強 |

## 劇情牽涉到的社會議題
雖然劇情與現實社會議題沒有直接關係，但劇中不少情節都是根據現實中發生過的新聞事件加以改編。
- 2000年：香港醫療改革（全劇）
- 2017年：池燕蘭在立法會公聽會控訴罕見病政策（第1－2集）[5]
- 2020年：Dagmar Turner接受開顱手術時拉小提琴（第4－5集）[6]
- 2010年：馬尼拉人質事件（第6集）
- 1993年：蘭桂坊慘劇（第14集）
- 2014年：台北捷運隨機殺人事件（第21集）
- 2017年：朗豪坊扶手電梯倒後意外（第23集）
- 1982年：雨夜屠夫林過雲 （第25集）

## 製作團隊
| - 總策劃：吳倩、張麗娜、劉燕紅、張珺瑋 - 運營總監：楊雪 - 運營統籌：張曌、張競、王雅麗、池海洋 - 宣傳總監：錢晶、張雅雯 - 宣傳統籌：徐醒 - 總製片人：胡可 - 製片人：王文姐 | - 品牌傳播科（CID）：美術部、外景組、廠景組、後期製作組、動作特技組 - 出品人：孟鈞、曾勵珍 - 總監製：謝穎、徐正康 - 總編劇：黃偉強 - 監製：羅永賢 - 聯合出品：電視廣播有限公司、優酷訊息技術（北京）有限公司 |

## 歌曲
| 主唱     | 歌曲               | 作曲          | 填詞        | 編曲   | 監製   |
| 不適用   | 上流一族（主題曲） | 張家誠、舒 文 | 不適用      | 朱芸編 | 劉易昇 |
| JW王灝兒 | Wish（片尾曲）     | 鄺靜欣        | Wayne James | 黃兆銘 | 劉易昇 |

## 記事
- 2020年10月29日：此劇在將軍澳工業邨駿才街77號電視廣播城一廠Common Room舉行試造型記者會[8]。
- 2020年11月1日：此劇首日拍攝。
- 2021年3月2日：啟程往內地進行隔離[9]。
- 2021年3月23日：開始深圳及上海拍攝[9]。
- 2021年4月21日：此劇煞科[10]。
- 2022年7月18日：此劇於15:00在尖沙咀彌敦道118-130號The Mira Hong Kong 18樓宴會廳4舉行「強人列陣 隨時候命」宣傳活動。[11]
- 2022年7月21日：此劇於13:00在銅鑼灣告士打道311號皇室堡地下中庭舉行「兩大陣營 正面交鋒」宣傳活動。[12]
- 2022年7月25日：此劇於20:00在鑽石山龍蟠街3號荷里活廣場一樓明星廣場舉行「全城集結 優先共賞」宣傳活動。[13]
- 2022年8月2日：此劇於14:00在太古城道14號太古城中心3期地下AIR Fitness舉行「強人起動 齊來運動」宣傳活動。[14]
- 2022年8月18日：此劇於17:00在油麻地東莞街16號駿發花園I號地舖耆康會陳登匯駿天地舉行「強人出動 各得耆樂」宣傳活動。[15]
- 2022年8月26日：此劇於13:00在鑽石山龍蟠街3號荷里活廣場一樓明星廣場舉行「生命影響生命」宣傳活動。[16]
- 2022年9月1日：此劇於19:00在銅鑼灣波斯富街99號利舞臺廣場5樓譽宴．星海薈舉行慰勞宴。[17]

## 軼事
- 此劇是郭柏妍於無綫電視拍攝的首部電視劇[18]。
- 此劇曾被考慮為無綫電視邁向55週年台慶劇，惟因內地方面決定問題而未能成事[19]，最終安排至2022年7月25日首播。
- 此劇是黃文意及何佩珉在無綫電視的告別作[20]。
- 此劇為高鈞賢繼2014年的飛虎II後再度拍攝無綫電視劇集。

## 爭議

### 劇情內容被指歧視精神病患者
2022年8月26日，香港精神科醫學院指此劇第21集劇情「精神病患者無故在行人隧道內亂刀斬人」，引起的公眾不安，以及該劇情對精神病患者及其康復者的負面看法，表示高度關注，並向傳媒發出新聞稿。
該醫學院指出有暴力傾向的精神病患者只屬少數，對陌生人的嚴重施襲事件極為罕見。學院表示，期望社會大眾傳媒能多加留意，避免就嚴重精神疾病人士的病徵，作不必要的誇大報道及描繪，並歡迎傳媒及娛樂業界，在製作涉及精神健康或疾病的節目內容時，可請精神科專科醫生作為醫療顧問，提供專業資訊。
監製羅永賢就有關情節引起大眾不安而致歉，並表示劇情出發點並非想抹黑精神病患者。

## 收視
| 集數   | 日期                   | 电视平均直播收視率 | 跨平台直播最高收視率 | 備註   |
| 1－5   | 2022年7月25日－7月29日 | 16點               | 19.5點               | [ 22 ] |
| 6－10  | 2022年8月1日－8月5日   | 16點               | 20.4點               | [ 23 ] |
| 11－15 | 2022年8月8日－8月12日  | 17.2點             | 21.0點               | [ 24 ] |
| 16－20 | 2022年8月15日－8月19日 | 17.2點             | 20.2點               | [ 25 ] |
| 21－25 | 2022年8月22日－8月26日 | 20.1點             | 22.4點               | [ 26 ] |
| 26－30 | 2022年8月29日－9月2日  | 20.3點             | 22.5點               | [ 27 ] |
| 全劇   | 全劇                   | 18.93點            | 22.5點               |        |

## 外部連結
- 北美TVB網上串流平台 免費點播《白色強人II》- TVBAnywhere North America （页面存档备份，存于）
- 《白色強人II》五大視帝視后坐鎮 再掀醫療改革風暴 - TVB Weekly （页面存档备份，存于）
- 《白色強人II》豪華級班底陣容製作 再創醫療劇高峰 - TVB Weekly （页面存档备份，存于）
- 豆瓣电影上《白色強人II》的資料 （简体中文）

## 電視節目的變遷
| 香港 無綫電視翡翠台／ 澳門 TVB Anywhere翡翠台 星期一至五 21:30－22:30 | 香港 無綫電視翡翠台／ 澳門 TVB Anywhere翡翠台 星期一至五 21:30－22:30 | 香港 無綫電視翡翠台／ 澳門 TVB Anywhere翡翠台 星期一至五 21:30－22:30 |
| --------------------------------------------------------------------- | --------------------------------------------------------------------- | --------------------------------------------------------------------- |
|                                                                       | 白色強人II （2022年7月25日－2022年9月2日）                            |                                                                       |
| 童時愛上你 （2022年6月27日－2022年7月22日）                           | 黯夜守護者 （2022年9月5日－2022年9月30日）                            |                                                                       |

| 马来西亚 Astro AOD 星期一至五 21:30－22:30  | 马来西亚 Astro AOD 星期一至五 21:30－22:30 | 马来西亚 Astro AOD 星期一至五 21:30－22:30 |
| ------------------------------------------- | ------------------------------------------ | ------------------------------------------ |
|                                             | 白色強人II （2022年7月25日－2022年9月2日） |                                            |
| 童時愛上你 （2022年6月27日－2022年7月22日） | 黯夜守護者 （2022年9月5日－2022年9月30日） |                                            |

| 马来西亚、 新加坡 翡翠台 星期一至五 21:30－22:30 | 马来西亚、 新加坡 翡翠台 星期一至五 21:30－22:30 | 马来西亚、 新加坡 翡翠台 星期一至五 21:30－22:30 |
| ------------------------------------------------ | ------------------------------------------------ | ------------------------------------------------ |
|                                                  | 白色強人II （2022年7月25日－2022年9月2日）       |                                                  |
| 童時愛上你 （2022年6月27日－2022年7月22日）      | 黯夜守護者 （2022年9月5日－2022年9月30日）       |                                                  |

| 翡翠台香港時區 星期一至五 21:30－22:30      | 翡翠台香港時區 星期一至五 21:30－22:30     | 翡翠台香港時區 星期一至五 21:30－22:30 |
| ------------------------------------------- | ------------------------------------------ | -------------------------------------- |
|                                             | 白色強人II （2022年7月25日－2022年9月2日） |                                        |
| 童時愛上你 （2022年6月27日－2022年7月22日） | 黯夜守護者 （2022年9月5日－2022年9月30日） |                                        |

| 美国 TVB1 星期一至五 劇場 東岸時間 21:00－22:00      | 美国 TVB1 星期一至五 劇場 東岸時間 21:00－22:00 | 美国 TVB1 星期一至五 劇場 東岸時間 21:00－22:00 |
| ---------------------------------------------------- | ----------------------------------------------- | ----------------------------------------------- |
|                                                      | 白色強人II （2022年7月25日－2022年9月2日）      |                                                 |
| 童時愛上你 （2022年6月27日－2022年7月22日）          | 黯夜守護者 （2022年9月5日－2022年9月30日）      |                                                 |
| 美国 TVBSF 星期一至五 黃金劇場 西岸時間 22:00－23:00 |                                                 |                                                 |
| 童時愛上你 （2022年6月27日－2022年7月22日）          | 白色強人II （2022年7月25日－2022年9月2日）      | 黯夜守護者 （2022年9月5日－2022年9月30日）      |

| 美国 TVBJ1 星期一至五 黃金劇場 · 東岸時間 22:00－23:00 · 西岸時間 19:00－20:00 美国 TVBJ2 星期一至五 黃金劇場 西岸時間 22:00－23:00 | 美国 TVBJ1 星期一至五 黃金劇場 · 東岸時間 22:00－23:00 · 西岸時間 19:00－20:00 美国 TVBJ2 星期一至五 黃金劇場 西岸時間 22:00－23:00 | 美国 TVBJ1 星期一至五 黃金劇場 · 東岸時間 22:00－23:00 · 西岸時間 19:00－20:00 美国 TVBJ2 星期一至五 黃金劇場 西岸時間 22:00－23:00 |
| --- | --- | --- |
| | 白色強人II （2023年4月27日－2023年6月7日）                                                                                          | |
| 十八年後的終極告白2.0 (2023年3月30日－2023年4月26日)                                                                                | 尚食 (2023年6月8日- 2023年7月25日)                                                                                                  | |

| 加拿大 新時代電視2高清台 西岸時間／溫哥華 星期一至五 17:30－18:30 | 加拿大 新時代電視2高清台 西岸時間／溫哥華 星期一至五 17:30－18:30 | 加拿大 新時代電視2高清台 西岸時間／溫哥華 星期一至五 17:30－18:30 |
| ----------------------------------------------------------------- | ----------------------------------------------------------------- | ----------------------------------------------------------------- |
|                                                                   | 白色強人II （2022年7月25日－2022年9月2日）                        |                                                                   |
| 童時愛上你 （2022年6月27日－2022年7月22日）                       | 黯夜守護者 （2022年9月5日－2022年9月30日）                        |                                                                   |
| 東岸時間／多倫多 星期一至五 20:30－21:30                          |                                                                   |                                                                   |
| 童時愛上你 （2022年6月27日－2022年7月22日）                       | 白色強人II （2022年7月25日－2022年9月2日）                        | 黯夜守護者 （2022年9月5日－2022年9月30日）                        |

| 翡翠台 星期二至六 21:30－22:30              | 翡翠台 星期二至六 21:30－22:30             | 翡翠台 星期二至六 21:30－22:30 |
| ------------------------------------------- | ------------------------------------------ | ------------------------------ |
|                                             | 白色強人II （2022年7月26日－2022年9月3日） |                                |
| 童時愛上你 （2022年6月28日－2022年7月23日） | 黯夜守護者 （2022年9月5日－2022年9月30日） |                                |

| 越南 SCTV9 星期二至六 21:00－22:00          | 越南 SCTV9 星期二至六 21:00－22:00         | 越南 SCTV9 星期二至六 21:00－22:00 |
| ------------------------------------------- | ------------------------------------------ | ---------------------------------- |
|                                             | 白色強人II （2022年7月26日－2022年9月3日） |                                    |
| 童時愛上你 （2022年6月29日－2022年7月23日） | 黯夜守護者 （2022年9月5日－2022年9月30日） |                                    |

| 新加坡 HUB娛家戲劇台 劇集首映 星期一至五 20:00－21:00 | 新加坡 HUB娛家戲劇台 劇集首映 星期一至五 20:00－21:00 | 新加坡 HUB娛家戲劇台 劇集首映 星期一至五 20:00－21:00 |
| ----------------------------------------------------- | ----------------------------------------------------- | ----------------------------------------------------- |
|                                                       | 白色強人II （2022年12月27日－2023年2月6日）           |                                                       |
| 童時愛上你 （2022年11月29日－2022年12月26日）         | 黯夜守護者 （2023年2月7日－2023年3月6日）             |                                                       |

| 新加坡 e乐 星期一至五 20:00 - 20:50         | 新加坡 e乐 星期一至五 20:00 - 20:50         | 新加坡 e乐 星期一至五 20:00 - 20:50 |
| ------------------------------------------- | ------------------------------------------- | ----------------------------------- |
|                                             | 白色強人II （2023年4月17日－2023年5月26日） |                                     |
| 童時愛上你 （2023年3月20日－2023年4月14日） | 痞子殿下 （2023年5月29日－2023年6月30日）   |                                     |

| 马来西亚 八度空间 TVB之最 星期一至五 19:00-19:58    | 马来西亚 八度空间 TVB之最 星期一至五 19:00-19:58 | 马来西亚 八度空间 TVB之最 星期一至五 19:00-19:58 |
| --------------------------------------------------- | ------------------------------------------------ | ------------------------------------------------ |
|                                                     | 白色强人II （2023年5月23日—2023年7月3日）        |                                                  |
| 十八年后的终极告白2.0 (2023年4月25日—2023年5月22日) | 黯夜守護者 （2023年7月4日—2023年7月31日）        |                                                  |

| 新加坡 新傳媒8頻道 星期一至五 21:00 - 22:00 · （电视播出华语版，电视台网站 www.mewatch.sg 提供华语及粤语双声道版本） | 新加坡 新傳媒8頻道 星期一至五 21:00 - 22:00 · （电视播出华语版，电视台网站 www.mewatch.sg 提供华语及粤语双声道版本） | 新加坡 新傳媒8頻道 星期一至五 21:00 - 22:00 · （电视播出华语版，电视台网站 www.mewatch.sg 提供华语及粤语双声道版本） |
| --- | --- | --- |
| | 白色强人II (2023年8月7日—2023年9月15日)                                                                              | |
| 從零開始 (2023年7月10日—2023年8月4日）                                                                               | 金色大道 (2023年9月18日—2023年10月27日)                                                                              | |
| 星期一至五 17:30 - 18:30（重播）                                                                                     | | |
| 從零開始 （2024年1月23日—2024年2月21日）                                                                             | 白色强人II (2024年2月22日—2024年4月3日)                                                                              | 金色大道 (2024年4月4日—2024年5月15日)                                                                                |